# بخش باخموت
بخش باخموت یا رایون باخموت (اوکراینی: Бахмутський район، آوانگاری: Bakhmutskyi raion) یک رایون در شمال شرقی استان دونتسک در شرق اوکراین است. مرکز حکومتی این بخش شهر باخموت است. مساحت بخش باخموت ۱٬۶۸۷ کیلومتر مربع (۶۵۱ مایل مربع) و جمعیت آن حدود ۲۲۰٬۲۷۵  نفر (تخمین ۲۰۲۲) است.
این بخش که در سال ۱۹۲۳ ایجاد شد، از ۱۹۲۴ تا ۲۰۱۶ به‌افتخار شخصیت اهل شوروی رفیق آرتیوم، و هم‌نام با مرکز مدیریتی خود با نام آرتمیوسک رایون (انگلیسی: Artemivsk Raion) شناخته می‌شد. پیرو جنگ روسیه و اوکراین، سه شهرداری کوچک‌تر از شهرداری یناکییف خارج و به رایون باخموت (در آن زمان رایون آرتمیوسک) منتقل شدند که شهرداری ووهلهیرسک، شهرداری اولخواتکا و شهرداری بولاوینسک از جملهٔ آن‌ها هستند. در ۴ فوریهٔ ۲۰۱۶، ورخوونا رادا تحت اصلاحات کمونیزاسیون، نام این رایون را به رایون باخموت تغییر داد.
در ۱۸ ژوئیهٔ ۲۰۲۰، به‌عنوان بخشی از اصلاحات اداری اوکراین، تعداد بخش‌های استان دونتسک به هشت بخش کاهش یافت که تنها پنج منطقهٔ آن توسط دولت کنترل می‌شد و متعاقباً بخش باخموت به‌طور قابل توجهی گسترش یافت. ووهلهیرسک به بخش هورلیوکا منتقل شد. جمعی تخمینی این رایون که در ژانویهٔ ۲۰۲۰ اعلام شد، ۱۰۵٬۰۴۰ نفر (تخمین ۲۰۲۰)  بوده‌است.
پنج شهر (باخموت، چاسیو یار، سیورسک، سولدار و سویتلودارسک) و هشت منطقهٔ مسکونی از نوع شهری در این رایون قرار دارند.
این شهر محل وقوع نبرد باخموت که به‌عنوان بخشی از جنگ روسیه و اوکراین شناخته می‌شود و همچنان نیز در جریان است.
در اوایل سال ۲۰۲۳، یک سرباز اوکراینی با نام الکساندر ماتسیوسکی، در زالیزنیاسکه، یک روستای کوچک خالی از سکنه در این منطقه، اعدام شد.

## تقسیمات فرعی
پس از انجام اصلاحات در ژوئیهٔ ۲۰۲۰، این رایون از ۷ هرومادا تشکیل شده‌است:
- هرومادای شهری باخموت
- هرومادای شهری چاسیو یار
- هرومادای شهری سیورسک
- هرومادای شهری سولدار
- هرومادا شهری سویتلودارسک
- هرومادای شهری تورتسک
- هرومادا روستایی زوانیوکا

## جمعیت‌شناسی
بر پایهٔ سرشماری اوکراین در سال ۲۰۰۱:
قومیت‌ها
- اوکراینی‌ها: ۷۸٫۷٪
- روس‌ها: ۱۸٫۴٪
- بلاروسی‌ها: ۰٫۷٪
- ترک‌ها: ۰٫۶٪
- ارمنی‌ها: ۰٫۲٪